# 第3次スーパーロボット大戦
『第3次スーパーロボット大戦』（だいさんじスーパーロボットたいせん）は、1993年7月23日にバンプレストが日本で発売したスーパーファミコン用シミュレーションロールプレイングゲーム。

## 概要
SDで表現されたロボットたちが競演するクロスオーバー作品『スーパーロボット大戦シリーズ』の第3作目。前作『第2次スーパーロボット大戦』（1991年）以来約2年振りであり、スーパーファミコン用としては初となる作品である。本作では外宇宙から来た異星人とザビ家を指導者に迎え復活したディバイン・クルセイダーズ、それに対抗するロンド・ベル隊の三つ巴の戦いをテーマにしている。『第2次スーパーロボット大戦』（1991年、以後『第2次』）の続編で、シリーズカテゴリの一つである「DC戦争シリーズ」の第2作目にあたる。スーパーロボット大戦シリーズとしては初めてマルチシナリオが採用され、プレイヤーの選択でストーリーが分岐し、さらには特定条件を満たすと隠しMAPへ進むことができた。分岐を含めて全62話。
プラットフォームがスーパーファミコンに移ったことで、データ容量が『第2次』から3倍に増え、グラフィックとサウンドは大幅にパワーアップする。戦闘シーンではロボットたちが様々な動きを見せ、背景が初めて表示されるようになった。また、『勇者ライディーン』（1975年 - 1976年）のライディーンの必殺技、ゴッドバードには小さいながらもカットインが入るようになり、『超電磁ロボ コン・バトラーV』（1976年 - 1977年）のコン・バトラーVの合体デモが登場したのも本作からである。
開発はウィンキーソフトが行い、前作から引き続き参加したスタッフとして、脚本および監督は阪田雅彦、プログラムは庄真宏、音楽は田中伸一が担当している他、プログラム担当としてバンダイのスーパーファミコン用ソフト『甲竜伝説ヴィルガスト 消えた少女』（1992年）にてサウンド・プログラムを手掛けた渡邊猛が新たに参加している。
1999年にPlayStation用ソフト『スーパーロボット大戦コンプリートボックス』に収録された以外にも単品としても発売された他、2011年にはPlayStation 3およびPlayStation Portable用ソフトとしてゲームアーカイブスにて配信、2012年にはPlayStation Vita用ソフトとしてゲームアーカイブスにて配信された。
スーパーファミコン版はゲーム誌『ファミコン通信』の「クロスレビュー」にてシルバー殿堂を獲得した。
前作『第2次』の不振によるシリーズ打ち切りの危機を回避すべく製作された本作であったが、発売当初は売上が伸び悩んだ。しかし発売後しばらくしてからゲーム情報誌にて頻繁に特集が組まれるようになり人気が上昇。一時は中古価格が定価を上回るほどの人気となり、その入手の困難さからファンからは長年「幻のソフト」扱いされていた。当初は本作でシリーズを終了させる話もあったが、ユーザーからの要望で次回作『第4次スーパーロボット大戦』（1995年、以後『第4次』）の製作が決定し、さらにオリジナルキャラクター『魔装機神サイバスター』の設定をユーザーに説明するため『スーパーロボット大戦EX』（1994年、以後『EX』）が制作された。

## ゲーム内容
ここでは、新規追加・変更されたシステムについて解説する。シリーズ共通のシステムについてはスーパーロボット大戦シリーズのシステムを参照。
パワーアップ
敵ユニットを撃墜した際に手に入る資金を使い、シナリオ終了時に挟まれるインターミッションで自軍のユニットを強化できる。改造可能なステータスは、HP、EN、装甲、限界反応の4種類で、ENと反応は255まで。
気力、ダメージ計算
パイロットのステータスとして新たに追加された数値。基本値は100で、50から200まで増減する。攻撃を与えたり受けたり、補給を受けることによって変化し、+1されることで攻撃力と防御力が×1.01倍加算される。大まかなダメージ計算は武器の攻撃力+パイロットの攻撃力であり、パイロットのレベルアップによって攻撃力が増大していく。一部のユニットは、気力が一定値以上ないと使用できない武器もある。
フリーパイロット制
『第2次』ではユニットとパイロットが一体化していたが、本作から乗り換えが可能になった。乗り換えできるユニットは同じ原作作品内のものに限られる。
マルチシナリオ、マルチエンディング
シナリオ内で行った行動や、ストーリー間に現れる選択肢によりルートが分岐し、最終的にはエンディングも変化する。ストーリー終盤には3ルートに分岐し、『機動戦士ガンダム0083 STARDUST MEMORY』のアナベル・ガトーが仲間になる展開と、オリジナル敵キャラクターのメキボスと和解する展開は別ルートであり、両立させることはできないが、続編『EX』・『第4次』ではいずれも本作での出来事として扱われている。

## ストーリー
全世界を大混乱に陥れたDC戦争（『第2次』での戦い）が終結して半年が経過した。先の大戦で無力を晒した国連は解体され、新たな世界統一機構・地球連邦政府が樹立される。前大戦の英雄であるホワイトベース隊は、地球連邦軍独立外部部隊・ロンド・ベル隊として再結成され、治安維持の任務に就いていた。しかしその戦力を恐れた連邦政府の高官により大幅に規模が縮小され、旧式の装備しか与えられず、満足な補給も受けられていなかった。
しばらく地球は平和な状態に見えた中、連邦軍の部隊が突然失踪する事件が頻発。事態を重く見た軍の上層部は、ロンド・ベル隊に調査を命じた。当初はDC残党の手によるものかと思われた事件だが、地球には存在しない、未知の技術が使用されていたことが判明する。ビアン博士が危惧していた外宇宙からの脅威、異星人の襲来。それに呼応するかのようにザビ家を指導者に迎え復活したDCと、ロンド・ベル隊との三者三様の思惑が交錯する新たな戦いが始まった。
ロンド・ベル隊はDCのバスク・オムによる毒ガステロを未然に防ぐが、これは始まりに過ぎなかった。連邦軍・ジャブロー基地を壊滅させた異星人に、連邦軍から奪った核弾頭を異星人に打ち込むDCのアナベル・ガトー、さらには両軍の間を暗躍するパプテマス・シロッコなど、戦局は混乱を極める中、連邦軍と新たな戦力を加えたロンド・ベル隊は、オデッサ作戦を発動させ地上から敵勢力を一掃することに成功する。舞台は宇宙へと移り、ゼダンの門にてザビ家率いるDC本隊を壊滅させたロンド・ベル隊は、続いてアクシズでの最終決戦でシロッコと異星人の司令官・ウェンドロに辛くも勝利した。
後にこの戦いはインスペクター事件（第3次スーパーロボット大戦とも）と呼ばれるが、連邦政府はこの事件を極秘とし、一般に情報が公開されたのは20年後であると語られる。

## 参戦作品
★マークはシリーズ初参戦作品。

### 一覧
- 機動戦士ガンダム
- ★機動戦士ガンダム0080 ポケットの中の戦争
- ★機動戦士ガンダム0083 STARDUST MEMORY
- 機動戦士Ζガンダム
- 機動戦士ガンダムΖΖ
- 機動戦士ガンダム 逆襲のシャア
- 機動戦士ガンダムF91
- ★無敵鋼人ダイターン3
- マジンガーZ
- グレートマジンガー
- UFOロボ グレンダイザー
- ゲッターロボ
- ゲッターロボG
- ★超電磁ロボ コン・バトラーV
- ★勇者ライディーン
- 魔装機神サイバスター

### 解説
初参戦は『機動戦士ガンダム0080 ポケットの中の戦争』・『機動戦士ガンダム0083 STARDUST MEMORY』・『無敵鋼人ダイターン3』・『超電磁ロボ コン・バトラーV』・『勇者ライディーン』の5作品。
また、登場作品には表記されていないが、『第2次』に引き続き『グレートマジンガー対ゲッターロボ』に登場するギルギルガンと、本シリーズオリジナルのパワーアップ形態メカギルギルガンが登場。さらには『グレートマジンガー対ゲッターロボG 空中大激突』からピクドロン、『グレンダイザー ゲッターロボG グレートマジンガー 決戦! 大海獣』からはドラゴノザウルスが登場する。
『第2次』で登場しなかった『グレートマジンガー』の主人公の剣鉄也と、『ゲッターロボG』の主人公の一人である車弁慶が登場するのは今作から。また『魔装機神サイバスター』からは、ヒロインのリューネ・ゾルダークと愛機のヴァルシオーネが初登場。

### パッケージ登場機体
- ガンダム（機動戦士ガンダム）
- コン・バトラーV（超電磁ロボ コン・バトラーV）
- サイバスター（魔装機神サイバスター）
- マジンガーZ（マジンガーZ）
- ライディーン（勇者ライディーン）

パッケージデザインは夜空に浮かんだ敵キャラクターの手前にポーズをとる味方ロボットが配置された構図となっている。そのため、上記キャラクターの他に『機動戦士ガンダム 逆襲のシャア』のサザビー・『勇者ライディーン』のプリンス・シャーキン、『超電磁ロボ コン・バトラーV』のガルーダが背景に描かれている。なお、本作のパッケージの装幀はビデオソフトのパッケージを模している。

## 他機種版
| No. | タイトル                                 | 発売日         | 対応機種                                                 | 開発元           | 発売元       | メディア                            | 型式       | 備考                | Ref.              |
| --- | ---------------------------------------- | -------------- | -------------------------------------------------------- | ---------------- | ------------ | ----------------------------------- | ---------- | ------------------- | ----------------- |
| 1   | スーパーロボット大戦コンプリートボックス | 1999年6月10日  | PlayStation                                              | ウィンキーソフト | バンプレスト | CD-ROM                              | SLPS-02070 | リメイク版          |                   |
| 2   | 第3次スーパーロボット大戦                | 1999年12月22日 | PlayStation                                              | ウィンキーソフト | バンプレスト | CD-ROM                              | SLPS-02530 | リメイク版          | [ 1 ]             |
| 3   | 第3次スーパーロボット大戦                | 2011年1月26日  | PlayStation 3 PlayStation Portable (PlayStation Network) | ウィンキーソフト | バンナム     | ダウンロード （ゲームアーカイブス） | -          | PlayStation版の移植 | [ 2 ] [ 7 ] [ 8 ] |
| 4   | 第3次スーパーロボット大戦                | 2012年8月28日  | PlayStation Vita (PlayStation Network)                   | ウィンキーソフト | バンナム     | ダウンロード                        | -          |                     |                   |

PlayStation版
『第2次』・『EX』と共に、『スーパーロボット大戦コンプリートボックス』としてPlayStationでリメイクされた。システムを当時最新の『スーパーロボット大戦F』（以後『F』）のものに変更し、ゲームバランスも改められている。これらは同年12月22日に各作品ごとに単品化され分売。後にこの単品版がPlayStation Storeのゲームアーカイブスで配信を開始された。

## スタッフ
- プロデュース：じっぱひとからげ
- 脚本・監督：阪田雅彦
- プログラム：庄真宏、渡邊猛
- 音楽：田中伸一
- 美術：戸田篤樹、山岸望、坂木和史、知見浩之、谷博之、糸洲文恵、本田透、西村英樹、宮下加代子
- 協力：濱本円人
- ゲストメカデザイン：守谷淳一

## 評価
ゲーム誌『ファミコン通信』の「クロスレビュー」では、8・7・8・8の合計31点（満40点）でシルバー殿堂入りを獲得、『ファミリーコンピュータMagazine』の読者投票による「ゲーム通信簿」での評価は以下の通りとなっており、23.4点（満30点）となっている。また、1998年に刊行されたゲーム誌『超絶 大技林 '98年春版』（徳間書店）では、「戦闘はアニメーションで再現。システム面も大幅にパワーアップした」と紹介されている。
| 項目 | キャラクタ | 音楽 | お買得度 | 操作性 | 熱中度 | オリジナリティ | 総合 |
| 得点 | 4.2        | 3.9  | 3.7      | 3.9    | 4.1    | 3.7            | 23.4 |

## 関連作品

### 攻略本
スーパーファミコン必勝法スペシャル 第3次スーパーロボット大戦
勁文社、ケイブンシャの大百科別冊。
スーパーファミコン版『第3次スーパーロボット大戦』の攻略本。
第3次スーパーロボット大戦 公式ガイドブック
バンダイ、ISBN 9784891895136。
スーパーファミコン版『第3次スーパーロボット大戦』の公式攻略本。
スーパーロボット大戦 完全ガイド
勁文社、ケイブンシャの大百科別冊。
『スーパーロボット大戦』、ファミコン版『第2次スーパーロボット大戦』、スーパーファミコン版『第3次スーパーロボット大戦』の3作を対象にした攻略本。発売前のスーパーファミコン版『スーパーロボット大戦EX』も紹介されている。

### ムック
- 全スーパーロボット大戦大百科
- 全スーパーロボット大戦電視大百科 シークレットファイル ISBN 9784766931211
- 全スーパーロボット大戦2大百科 ISBN 9784766924619
- 全スーパーロボット大戦シリーズ大百科 ISBN 9784766929355
- スーパーロボット大戦大図鑑 ISBN 9784870259904
- スーパーロボット大戦読本 ISBN 9784766932171
- スーパーロボット大戦大事典’99 ISBN 9784073111313
- スーパーロボット大戦大事典 ISBN 9784073046516
- スーパーロボット大戦エンサイクロペディア DC戦争編 ISBN 9784766938210